# Shiogama, Miyagi
Shiogama  (塩竈市  Shiogama-shi) là một thành phố thuộc tỉnh Miyagi, Nhật Bản.